# Qurnet Murai
Qurnet Murai'  je nekropola koja je smještena na zapadnoj obali Nila kraj Tebe u Egiptu, južno od nekropole Sheikh Abd el-Qurna.
Služila je kao groblje za službenike uprave Novog egipatskog kraljevstva u Tebi.